# Teupitz
Teupitz település Németországban, azon belül Brandenburgban. Lakosainak száma 1895 fő (2023. december 31.). Teupitz Mittenwalde és Halbe községekkel határos.

## Népesség
A település népességének változása:
| Lakosok száma | 1812 | 1880 | 1917 | 1878 | 1896 | 1895 |
|               | 2014 | 2017 | 2019 | 2021 | 2022 | 2023 |